# Il torrente (film 1926)
Il torrente è un film muto del 1926 diretto da Monta Bell, tratto dal romanzo Entre Naranjos di Vicente Blasco Ibáñez. È stato il primo film americano interpretato dall'attrice svedese Greta Garbo. Il film è interpretato anche da Ricardo Cortez e Martha Mattox.
La pellicola, melodramma amaro narrato con inusuale disincanto, è il primo in cui la diva impersona il ruolo malinconico di una donna delusa dall'amore e che si realizza artisticamente, tema comune a molte opere successive dell'attrice.

## Trama
Nei pressi di Valencia, in Spagna, nella valle attorno ad Alcira, scorre indisturbato lo Jucar, fiume placido che spesso si trasforma in torrente furioso quando le piogge cadono abbondanti. Nei pressi, la fattoria del contadino Moreno ha resistito per anni sfidando tempeste ed inondazioni. La figlia dell'uomo, Leonora, una ragazza dotata di un grande talento per il canto, ama, ricambiata, Rafael, erede dei Brull, la famiglia più ricca ed influente del luogo. Il giovane promette alla ragazza che la sposerà non appena avrà avuto il benestare della propria madre, Donna Bernarda, la quale però non vede di buon occhio l'unione dei due giovani e con l'aiuto del suo avvocato, Don Andreas, costringe il padre di Leonora, indebitato con la banca e che rischia di perdere la propria casa, a recarsi altrove in cerca di fortuna, portando con sé Leonora. Rafael, seppur contrariato dal comportamento di sua madre, alla fine accetta la separazione, anche per non compromettere la sua futura carriera in politica. 

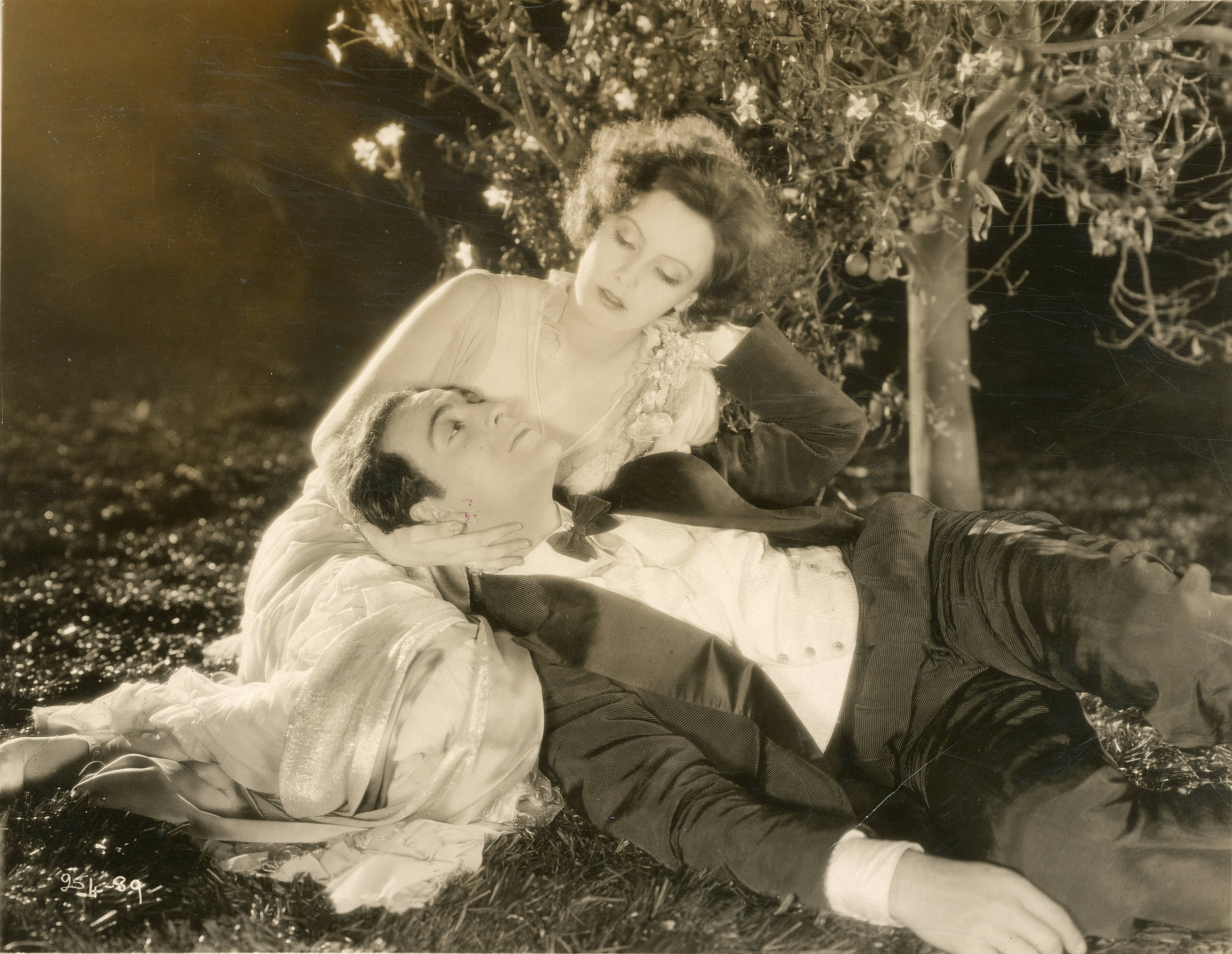
Greta Garbo e Ricardo Cortez in una scena del film.

Leonora, delusa per la promessa non mantenuta del suo amato, segue il padre a Parigi e lì, grazie alle sue doti canore ottiene ben presto un grande successo come cantante lirica. Sarà conosciuta al grande pubblico col nome d'arte di La Brunna. Al tempo stesso, la sua vita privata, le sue frequentazioni maschili sono sulla bocca di tutti.
Don Rafael nel frattempo sta ottenendo successo in politica e spinto dalla madre ha accettato di corteggiare la bella Remedios, ragazza del suo stesso ambiente, figlia di un ricco allevatore di maiali. 
Una sera, ispirata dal testo di una canzone udita in un locale, Leonora decide che è giunta l'ora di tornare nella sua vecchia casa ad Alcira, dove vive ancora l'anziana madre e dove nessuno è al corrente che sia proprio lei la grande La Brunna. Anche il suo vecchio maestro di canto nonché barbiere del luogo, Cupido, non ne è al corrente, ne tantomeno Don Rafael, che proprio in quei momenti sta festeggiando la sua elezione a deputato. L'incontro fra i due potrebbe risvegliare antiche passioni: Rafael sembra dimenticare la promessa sposa Remedios, ma si scontra con l'atteggiamento disincantato di Leonora, non più incline al romanticismo di un tempo. 
Una sera, a causa di una pioggia torrenziale, il fiume Jucar esonda con violenza costringendo molta gente ad evacuare le proprie case, sommerse dalla furia delle acque. Rafael teme che il fiume possa travolgere la vecchia casa di Leonora e decide quindi di raggiungerla correndo un grande rischio a bordo di un piccolo barchino. La donna invece, con sua sorpresa, non è in pericolo e ride di Rafael e della sua premura. Racconta all'uomo della sua vita da diva, delle attenzioni che riceve da molti uomini. Rafael turbato si allontana, deciso a dimenticarla. Ma la sera della festa del suo  fidanzamento con Remedios, cede nuovamente al desiderio di rivedere Leonora, e recatosi ancora nella sua casa la trova nel giardino di aranci in fiore, dove da giovani amavano incontrarsi. Leonora confessa di amarlo ancora e i due rimangono insieme fino all'alba. 
Ma ancora una volta, fiutando il pericolo, Donna Bernarda interviene, e Leonora, non desiderando interporsi fra madre e figlio, lascia Alcira per Madrid.
Nuovi trionfi attendono La Brunna che però, in procinto di partire per New York riceve inaspettatamente la visita di Rafael, che le promette nuovamente eterno amore tranne poi rinunciare definitivamente, convinto questa volta da Don Andreas, il vecchio avvocato della madre.
Passano così molti anni, e una sera, durante la pausa di una rappresentazione lirica, un vecchio e dimesso Rafael fa visita alla donna ancora bellissima che quasi stenta a riconoscerlo. L'uomo ha una posizione, una famiglia e dei figli, ma rimpiange il perduto amore.
I due si lasciano un'ultima volta, entrambi perduti nel ricordo di ciò che poteva essere e non è stato.

## Produzione
Girato fra il novembre e il dicembre del 1925 in soli 23 giorni, Il torrente segna il debutto della giovane Greta Garbo a Hollywood ove era giunta a settembre, dopo la firma in agosto del contratto con la MGM che stabiliva un compenso di 400 dollari per ogni settimana di riprese. Norma Shearer avrebbe dovuto interpretare la protagonista del film tratto dal melodramma di Vicente B.Ibáñez  Entre Naranjos, ma in seguito al rifiuto di quest'ultima lo studio scelse la Garbo che ancora non parlava inglese e che si avvalse durante la lavorazione dell'attore svedese Sven Hugo Borg come interprete. L'attrice sperava di essere diretta nel suo debutto americano dal suo mentore Mauritz Stiller, ma lo studio aveva altri piani. Un accordo per la realizzazione del film tra la Cosmopolitan Productions, che deteneva i diritti cinematografici del romanzo di Ibáñez , e la MGM era già stato stipulato nell'aprile del 1925. Il titolo stabilito fu Torrent e la direzione fu affidata a Monta Bell,  già autore di film di successo dello studio. A novembre del '25 la Garbo provò i costumi e il trucco, tingendosi i capelli di nero, colore più adatto per interpretare una spagnola. William H. Daniels, cameraman e direttore della fotografia iniziò con questo film un lunghissimo sodalizio con l'attrice. Durante le riprese, il gigantismo dello studio, i ritmi frenetici di lavoro, la nuova lingua per lei incomprensibile nonché l'aperta ostilità del coprotagonista Ricardo Cortez (che avrebbe desiderato la futura moglie Alma Rubens nel ruolo di Leonora) resero questa prima esperienza americana un vero incubo per la Garbo. A questo si aggiungeva l'insistenza di Louis B.Mayer che premeva su di lei per un nuovo contratto che legasse l'attrice allo studio per cinque anni. 

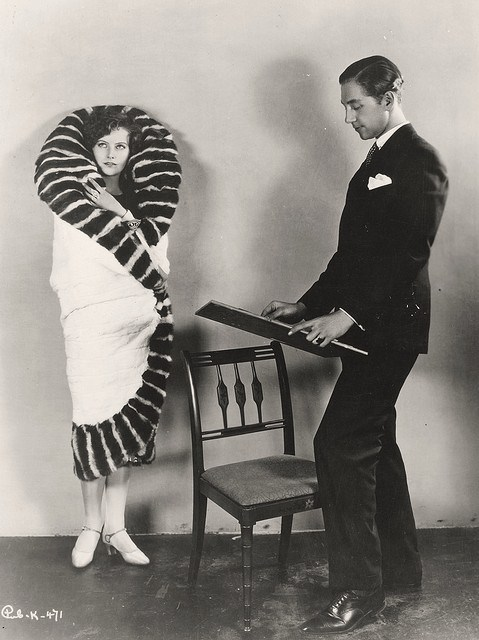
Garbo e il vestito indossato nell'ultima scena del film, insieme al costumista Max Rée in una foto di studio.

Il film ebbe un costo di produzione di 250.000 dollari.

### Colonna sonora
Il compositore statunitense Arthur Barrow ha composto nei primi anni '90 una colonna sonora per il film (che ne era originariamente sprovvisto).

## Distribuzione
Nel gennaio del '26 le anteprime del film furono accolte dal pubblico selezionato con scarso entusiasmo, così come dalla stessa Garbo e da Stiller. Al contrario, i critici e lo Studio furono entusiasti soprattutto della prova della giovane attrice svedese che l'8 febbraio del 1926 presenziò per la prima e unica volta nella carriera alla premiere di un suo film al Loew's State Theatre di Los Angeles. Lo stesso giorno il film fu proiettato al Capitol Theatre di New York, per poi essere distribuito nel resto del paese dal 21 febbraio. Ricardo Cortez, che giudicava l'attrice svedese alta, goffa e non particolarmente bella, fu l'unico attore nella carriera hollywoodiana della Garbo, oltre a John Gilbert, ad essere accreditato nei titoli prima di lei.
Le enfatiche didascalie dell'epoca parlano di "Torrente furioso e inesorabile come la passione che travolge il cuore degli amanti".

### Accoglienza
La rivista Variety scrive: "La Garbo è la vera scoperta dell'anno, un'attrice convincente, con una personalità magnetica. Teniamo d'occhio questa ragazza perché andrà lontano".
Per l'Herald Tribune di New York "...la Garbo sembra un'attrice eccellente e attraente, con una sorprendente propensione ad assomigliare a Carol Dempster, Norma Talmadge e Gloria Swanson. Non significa tuttavia che non abbia personalità".
Il magazine Motion Pictures: "...L'elemento più interessante del film è Greta Garbo, dalla Svezia, una giovane attrice graziosa, malinconica e intensamente femminile, dotata di individualità e magnetismo, che ricorda un quadro composito di una dozzina delle nostre star più note. Al suo debutto, registra un completo successo".

### Incassi
La pellicola secondo gli archivi della MGM incassò 460.000 dollari negli Stati Uniti e 208.000 a livello internazionale  per un totale di 668.000 in tutto il mondo. Il profitto fu di 126.000 dollari.